# ヤマネマナブ
ヤマネ マナブ（本名：山根 学、1971年10月6日 - ）は、ロックバンドClaps!のベース・コーラス。
以前はBURST FRUITSのメンバーとしてフジテレビ系列の昼の連続ドラマ『砂の城』主題歌「愛してる」でデビュー。血液型・B型。京都府宇治市出身。

## 経歴
- 1994年BURST FRUITSの青山浩志と共にBLUESTONEというバンドで心斎橋筋2丁目劇場においてお笑いの合間にライブをしていた。
- 1996年にBURST FRUITSを結成し翌1997年、徳間ジャパンコミュニケーションズよりフジテレビ系列の昼の連続ドラマ『砂の城』主題歌「愛してる」でメジャー・デビュー。BURST FRUITSとしてはシングル3枚アルバム1枚を発表した後、2000年3月26日京都の都雅都雅でのライブを最後に解散。
- 2000年4月よりClaps!として活動。

## 関連動画
- 「愛してる」BURST FRUITS
- 「-Fine!-CCP3-青空最前線」Claps!